# Tityus anneae
Espèce
Tityus anneae est une espèce de scorpions de la famille des Buthidae.

## Distribution
Cette espèce est endémique du Pernambouc au Brésil. Elle se rencontre dans la Caatinga vers Fazenda Paraiba.

## Étymologie
Cette espèce est nommée en l'honneur d'Anne Cloudsley-Thompson (1916-2012).

## Publication originale
- Lourenço, 1997 : « Finding lost diversity in old collections: Tityus anneae a new species of scorpion from Brazil found in the old Simon collection deposited in the Natural History Museum, Paris. » Biogeographica, vol. 73, no 3, p. 135-140.